# 韋托沃市鎮

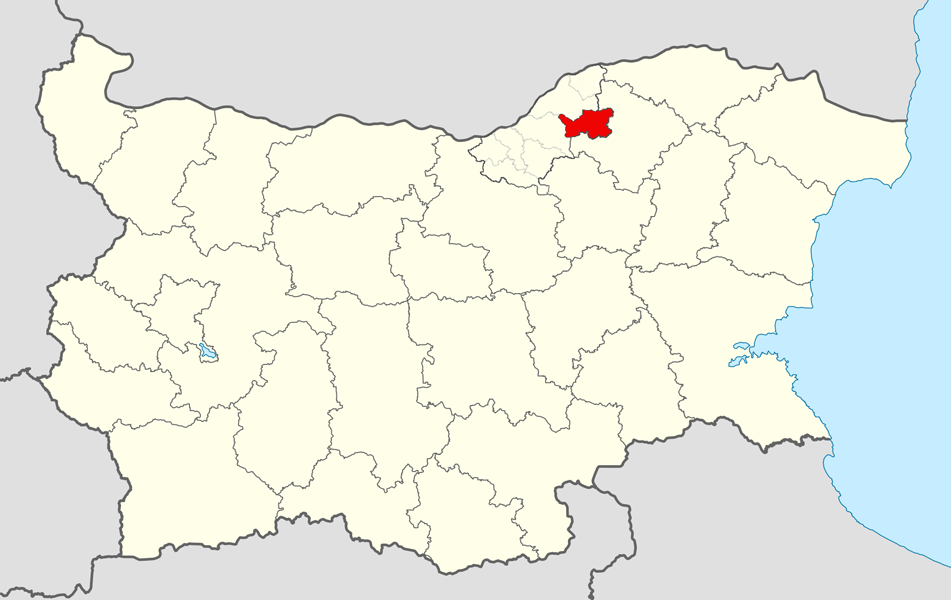

韋托沃市，是保加利亞的城鎮，位於該國中北部，由魯塞州負責管轄，首府設於韋托沃，面積353平方公里，2009年人口13,738，人口密度每平方公里38.92人。
43°42′N 26°18′E / 43.700°N 26.300°E